# 働く女性

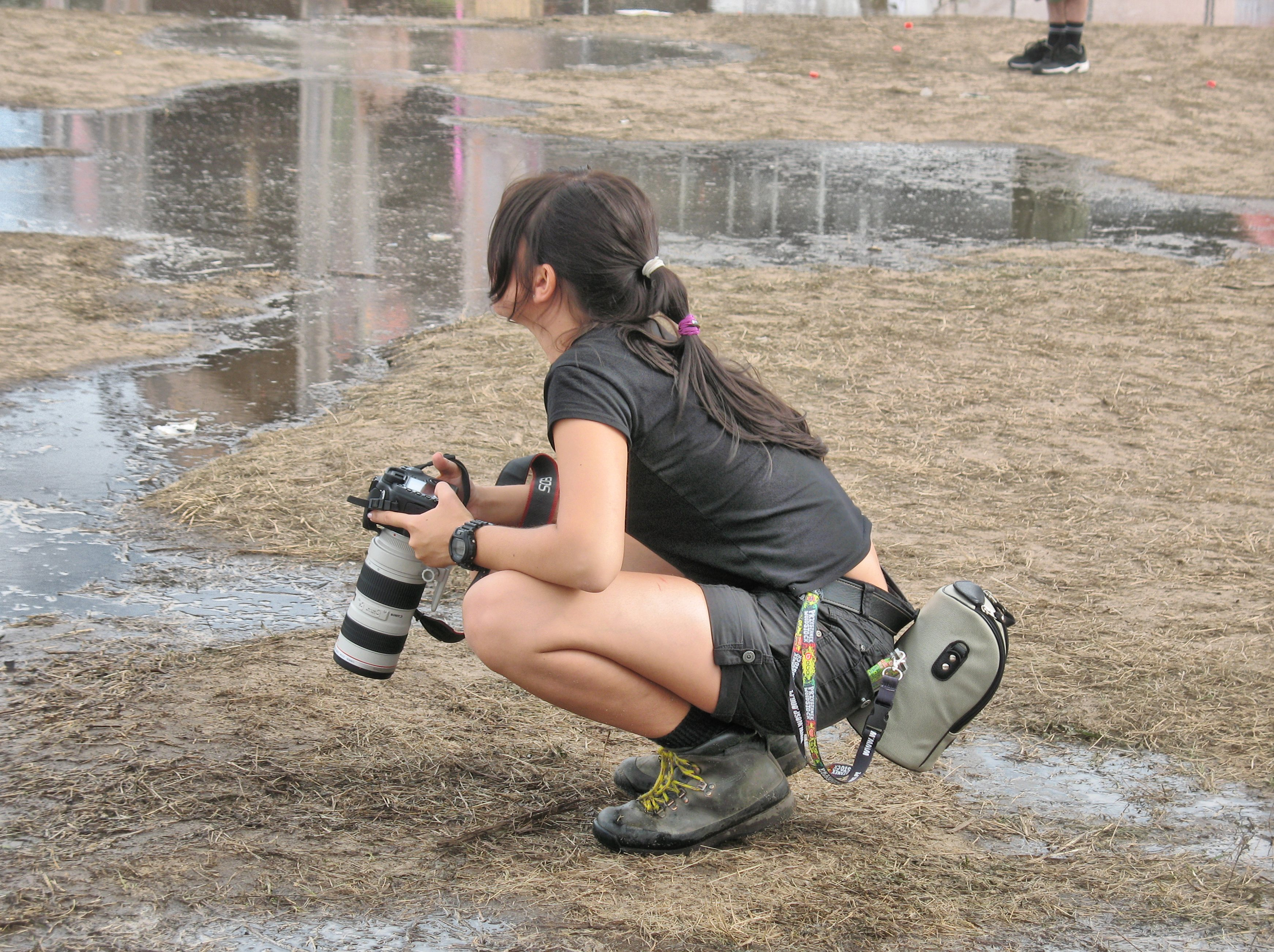
ポーランドの音楽フェスティバルを取材する女性カメラマン（2008年）

働く女性（はたらくじょせい）は、一般に労働を提供することによって、対価としての金銭および金銭同等物を得る女性を指す。「ワーキングウーマン (英: working woman)」「働く女」「女性労働者」「女子労働者」「婦人労働者」「働きウーマン」、また「働き女子」（日経ウーマン）とも表現され、結婚して子育てをしている場合は「ワーキングマザー」「働くママ」とも表現される。女性の労働力化の進展を総称して「女性の社会進出」と表現される。

## 概要
「働く女性（賃金労働者）」の多くは自らの家計を維持することを目的としてこれらの労働を提供する。太古より女性は農作業などに参加することで労働を提供してきたが、男性の稼得能力が高度経済成長に応じて高まると、女性は大企業での分業のように、出産・育児・家事などの内部労働に専念することができるようになった。しかし、近年の景気悪化や晩婚化に伴い、経済的必要性から家庭を持つ女性の多くはライフコースの中において専業主婦という立場と働く女性という立場を行き来する場合もある。そのため、基本的にはそれぞれの立場で互いに譲り合い、協力関係にある。企業等で定年まで勤めた女性が定年退職後に家事専業となった場合は「専業主婦」という統計上の区分に移行する。現代の日本では、15歳以上の女性の約半数が何らかの賃金労働に従事している。その半数以上が非正規雇用となっている。
女性が多い職業としては看護師、保育士、秘書、交換手などがある。
パティシエのように、女児の将来の夢として人気であるが、長時間の立ち仕事など体力的に厳しいため結果として男性の方が多い職業もある。

## 年表
- 1790年-1800年代
  - 産業革命下のイギリスで紡績業、次いで綿布業が工場化され、それまで家内制手工業に従事していた女性は工場労働者になっていった。女性は収入が増し、その社会的地位も従来よりは高くなった[4]。
  - ヨーロッパの上位中産階級では幼少期の教育のためガヴァネスと呼ばれる女性の家庭教師を雇用することが多く、未婚の女性にも求人があった。中上流階級であればレディズ・コンパニオン、私立女学校経営、文筆業など分野は限られるが、能力を活かして自立できる職が誕生した。
  - 1802年 - 1833年 - イギリスでロバート・オウエンなどの運動により紡績工場法が成立し児童労働が規制された。
  - 1844年 - イギリスで工場法改正。女子労働に児童と同様の労働時間規制をしいた。12時間労働。
  - 1847年
    - イギリスで工場法改正。10時間労働。
    - タイプライターが市場に登場した。タイピストは秘書の延長で女性の仕事とみなされるようになり、女性が事務職に就くようになった[5][6]。

  - 1878年 - Boston Telephone Dispatch companyがエマ・ナット（英語版）を交換手として採用。これ以降は電話会社は交換手に女性を採用するようになる。
- 1900年代
  - 1918年 - 第一次世界大戦。参戦国は総力戦を経験し、労働力の不足により銃後で女性の社会進出が進んだ。戦争が終結すると、多くの女性は家庭に戻ったが、女性の価値観や社会の様相は大きな変化を受けた。以前よりも活動的になった女性のファッションはシンプルで機能的なものへと変化していった[7]。
  - 1919年、ILO（国際労働機関）設立。働く女性の母性保護で成果をあげた[8]。8時間労働。
  - 1920年代 - 社会進出が進み、仕事、娯楽などで外出する機会の増えた一般の女性に化粧の習慣が普及した[9]。フラッパー、モダンガールなどと呼ばれる、新しい価値観を体現した女性が出現した[10]。
  - 1927年（大正15年）6月1日 - 第8回国際労働会議の本会議で、インド資本代表が日本の紡績女工の夜間労働を指摘。ワシントン労働条約の改革に賛成していながら夜業の制限や8時間労働を実施していないとして日本を批判した。当時の新聞はボンベイの紡績業者やイギリスの利権が日本批判の背景にあると報じた[11]。
  - 1939年 - 1945年、第二次世界大戦。参戦国では徴兵による労働力不足を補うため女性も軍需工場などに動員され、アメリカではロージー・ザ・リベッターと呼ばれた。また航空機をフェリーするパイロットや輸送部隊の運転手、通信士など後方の任務にも進出した。ソ連では戦闘機のパイロットとしても動員され、エース・パイロットも誕生している。また主に男性の職業だった計算手は女性の職業となるなど、事務作業全般に女性が進出した。
  - 1960年代
    - サービス業の発達に伴い、働く女性が増加した。
    - 工業分野においてトランジスタなどの電子部品製造が急速に成長し、女性がパート採用されるようになった。このような工場で働く女性は「トランジスタ・ガール」と呼ばれた[12]。
    - アメリカで経口避妊薬の発売が認可、女性の社会進出が米国において加速していく契機となる。
    - ウーマンリブにより職域においても男女平等が求められるようになった。

  - 1980年代
    - 1981年 - 女子差別撤廃条約が発効された。
    - 1986年 - 米国最高裁は、職場におけるセクハラ行為を雇用における性差別と認定した[13]。

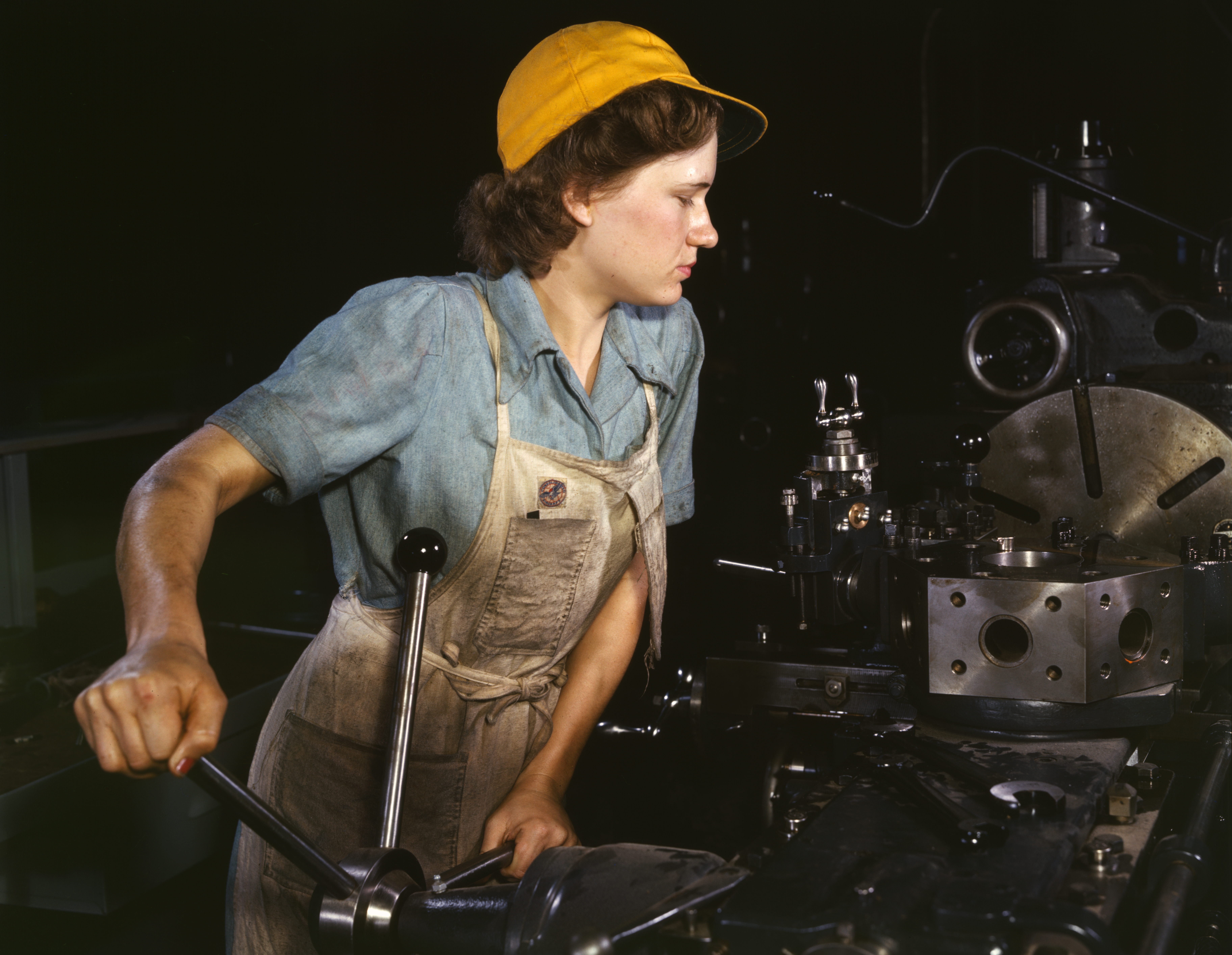
第二次世界大戦の間、工場で労働する女性で女工（じょこう）と呼ばれた（1942年）
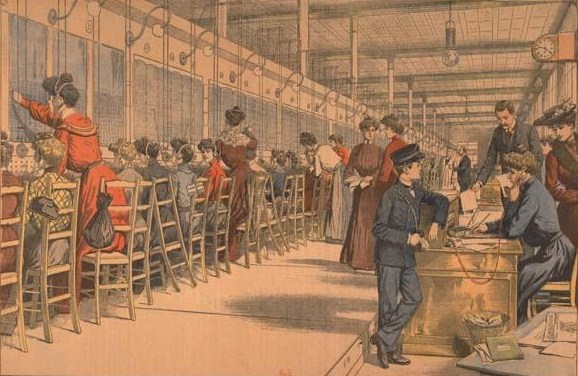
女性の交換手達（1900年）
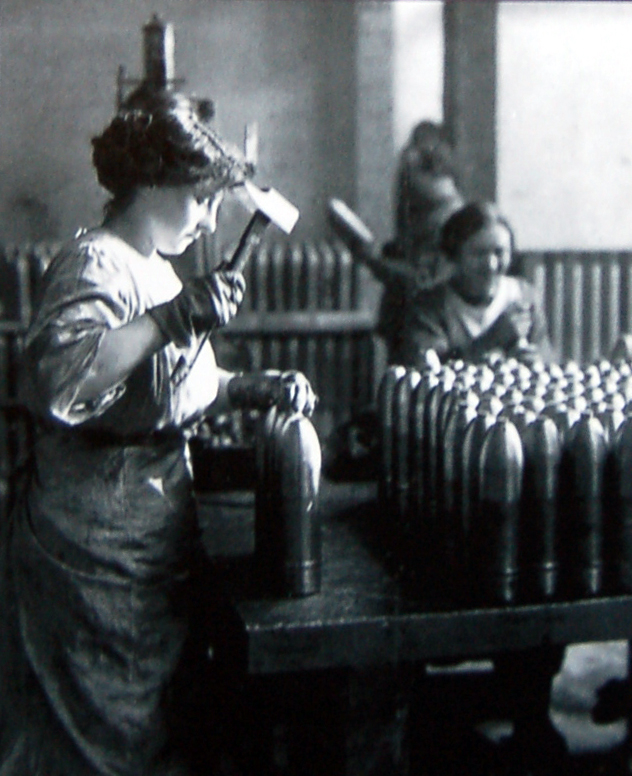
弾薬工場で働く女性（1914年）
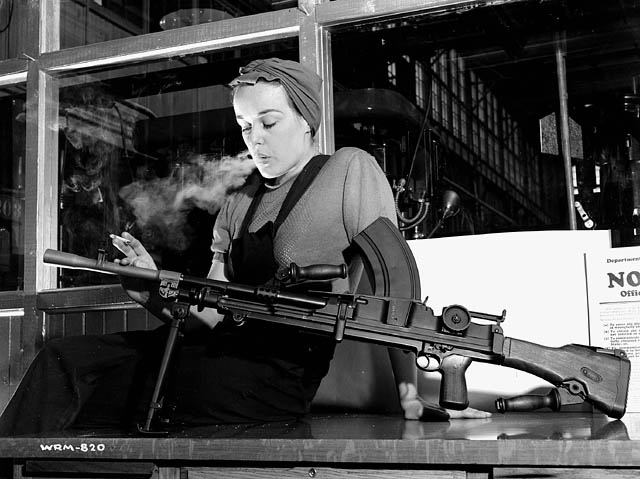
ヴェロニカ・フォスター（1941年5月10日）
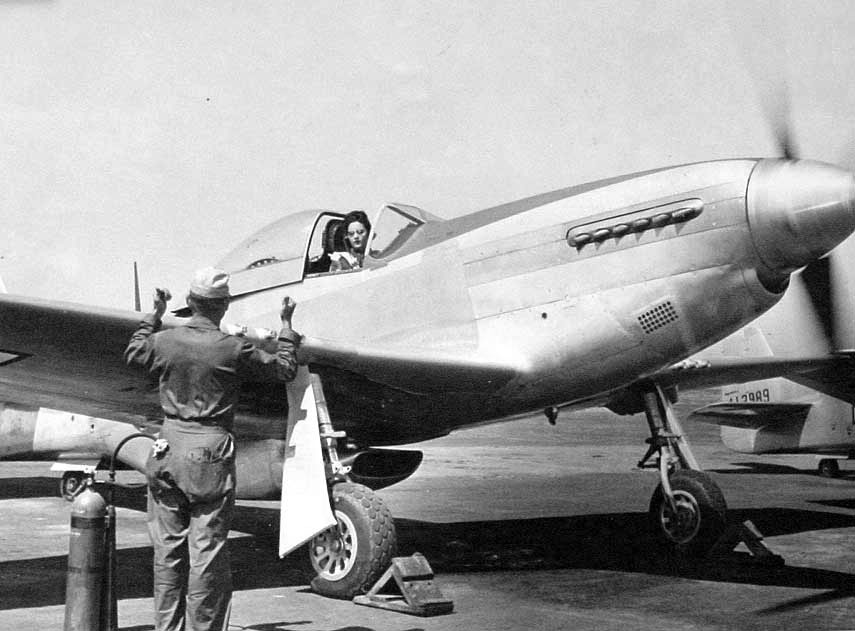
P-51Dを工場から基地へとフェリーしてきたアメリカ軍のWASP

## 労働力率分布
労働力率とは「15歳以上人口に占める労働力人口の割合」のことである。
男性の労働力率を年齢別にグラフ化すると一般的に逆U字ないし台形分布が現れるのに対して、女性のそれは男性と異なった傾向を示すことがある。その中で特徴的なものとして知られているのがM字分布である。これは、女性が結婚や出産を機に離職し、育児を終えた後に再び労働市場に戻るというライフコースをとる社会においては、30代で労働力率が低下するため、M字の谷が現れる。1970年代までのアメリカ合衆国や戦後の日本がその代表的な例といえる。

主要国の労働力率比較
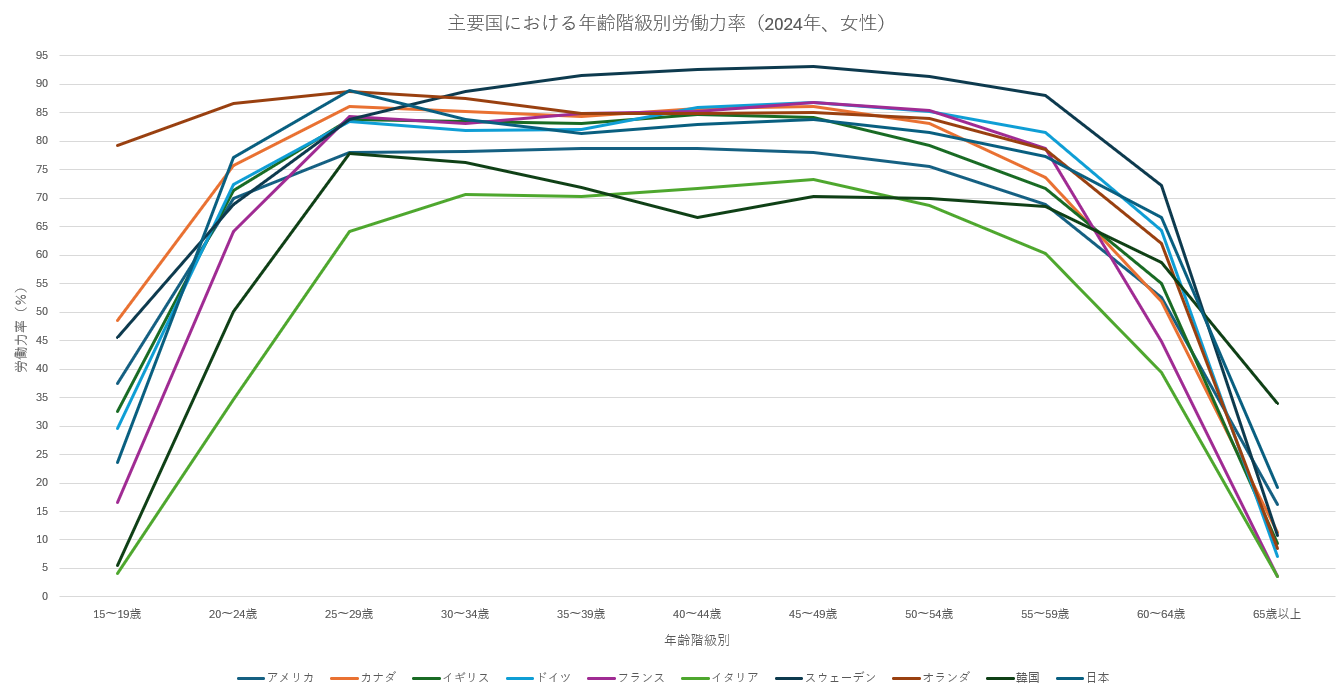
主要国における2018年の女性労働力率分布

日本の年齢別人口と労働力人口（男女別）

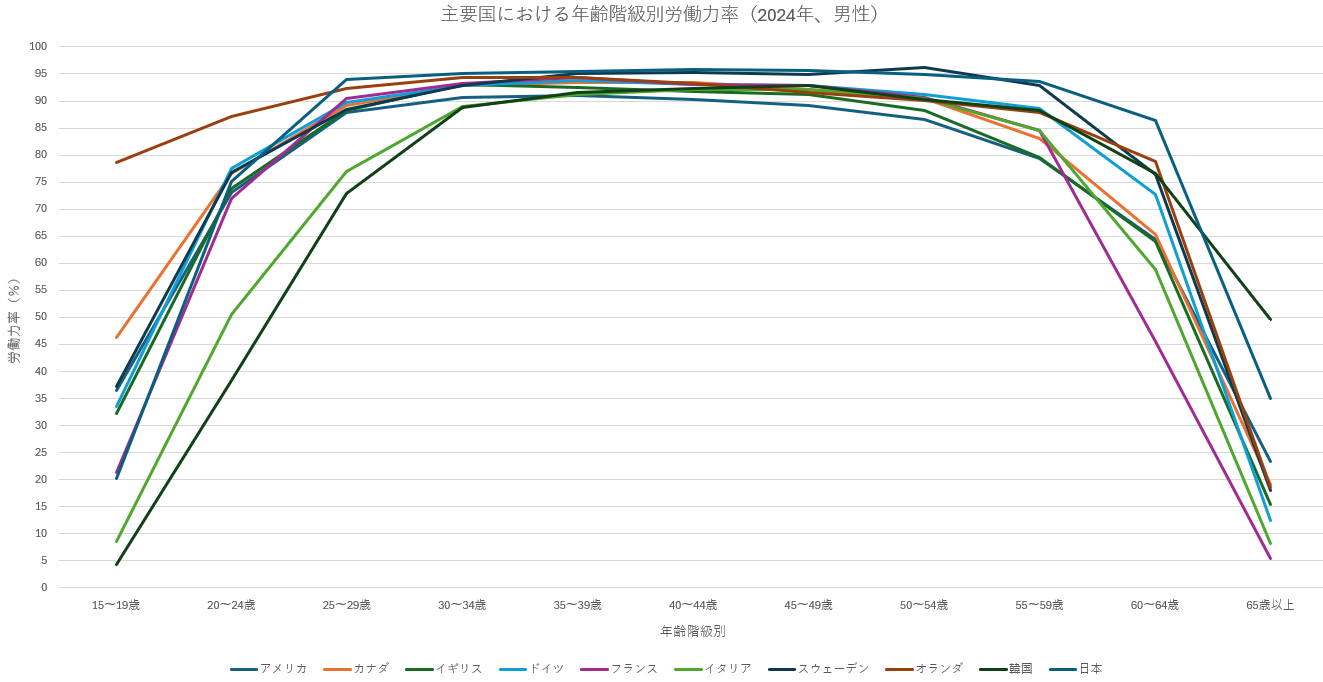
主要国における2018年の男性労働力率分布

## 日本の働く女性

日本の15-64歳人口における労働参加率（男女別）。

### 年表（日本）
- 1890年頃、繊維産業で女性が雇用されるようになり、工場労働者の約9割が女性であった[注釈 1]。
- 1901年、百貨店である三井呉服店（現：三越）が、3人の女性正社員を採用した。日比翁助は「結婚までの腰掛け」ではなく本格採用した理由として、徴兵制度があった日本軍では、3年間の兵役義務がある男性より、仕事内容をじっくり教える事が出来て、例え妊娠・出産で半年間休んでも、6回までなら男性と同じである「極めて合理的な判断」だった[17]。
- 1911年、工場法公布。
- 1914年 - 1918年、第一次世界大戦。
- 1916年、工場法施行。
- 1916年、和文タイプライターの急速な普及に伴い、タッチタイピングに従事する女性（「タイピスト」）が増加した。当時の働く女性は「職業婦人」と呼称された。
- 1920年代、世界経済の好調を背景に、女性の社会進出が進んだ。モダンガールの時代。
- 1923年、工場法改正。11時間労働。
- 1925年、『女工哀史』（改造社）。当時の工場での過酷な女性労働を描いた細井和喜蔵著のルポルタージュ。
- 1927年、東洋モスリンの女工が労働争議を通じて、外出する自由を会社側に認めさせる[18]。
- 1929年、工場法改正。児童、女子労働者の深夜業禁止。
- 1929年、上野松坂屋にてエレベーターガールが登場。それまでは男性がエレベーターを運転していた。
- 1931年 - 1945年、十五年戦争の時代。戦時体制で工場労働者の処遇改善は後回しにされた。
- 1936年 - 退職積立金及び退職手当法施行令が閣議決定。結婚退職する女子労働者にも退職金が支給される途が開かれた[19]。
- 1947年、労働基準法の制定。男子労働者への保護規制を導入。女子保護規定も他の先進国と同等になった。8時間労働。
- 1953年、労働省が『働く女性の実情』を公表。以後現在に至るまで毎年公表を続ける。
- 1954年 - 1975年、「青森 - 上野」間で、夜行の集団就職列車が運行された。
- 1972年、「勤労婦人福祉法」が施行。
- 1985年、女子差別撤廃条約を日本が批准。
- 1985年、男女雇用機会均等法成立（施行1986年）。実効性が不十分で、コース別採用などの新たな問題も生まれた。
- 1993年、パートタイム労働法成立、同年施行。
- 1997年、改正男女雇用機会均等法成立（施行1999年）。男女平等を推進するため、労働基準法から女子保護規定が撤廃された。
- 1999年、改正労働基準法の施行により、女性の深夜労働の制限が撤廃。代わって育児介護休業法に育児・介護を行う労働者への配慮規定の制度が追加された。
- 2006年、改正男女雇用機会均等法成立（施行2007年）。

### 日本の働く女性の歴史

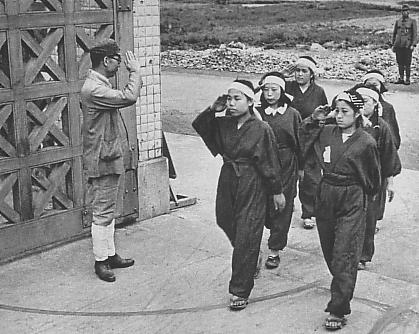
女子挺身隊。1944年9月。出典：毎日新聞社:別冊一億人の昭和史第26号『銃後の戦史 一億総動員から本土決戦まで』（1980年）

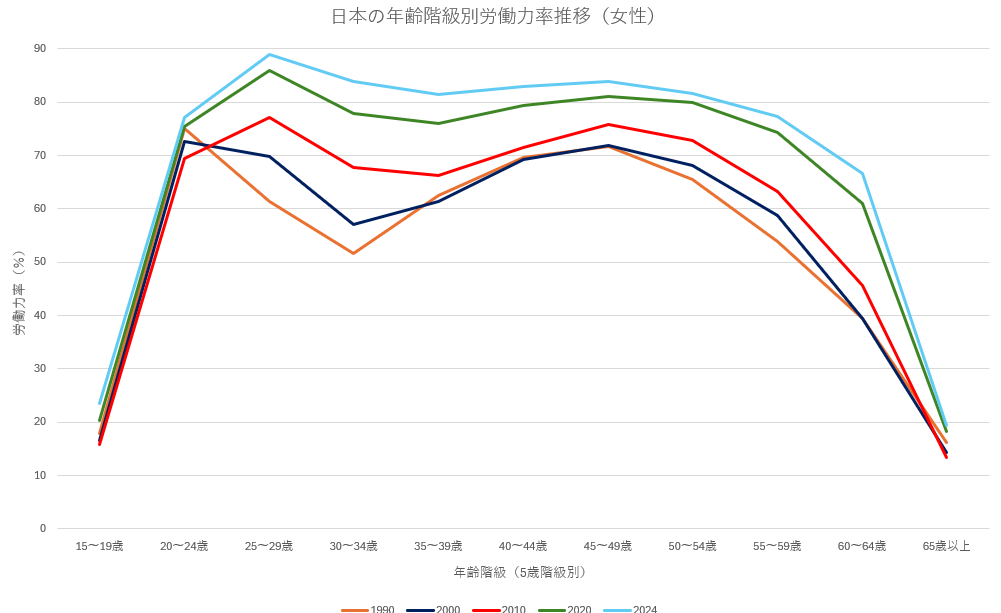
女性の労働力率分布はM字型を取り続けている。M字の谷が高年齢側に移動しているのは、晩婚化の影響である。

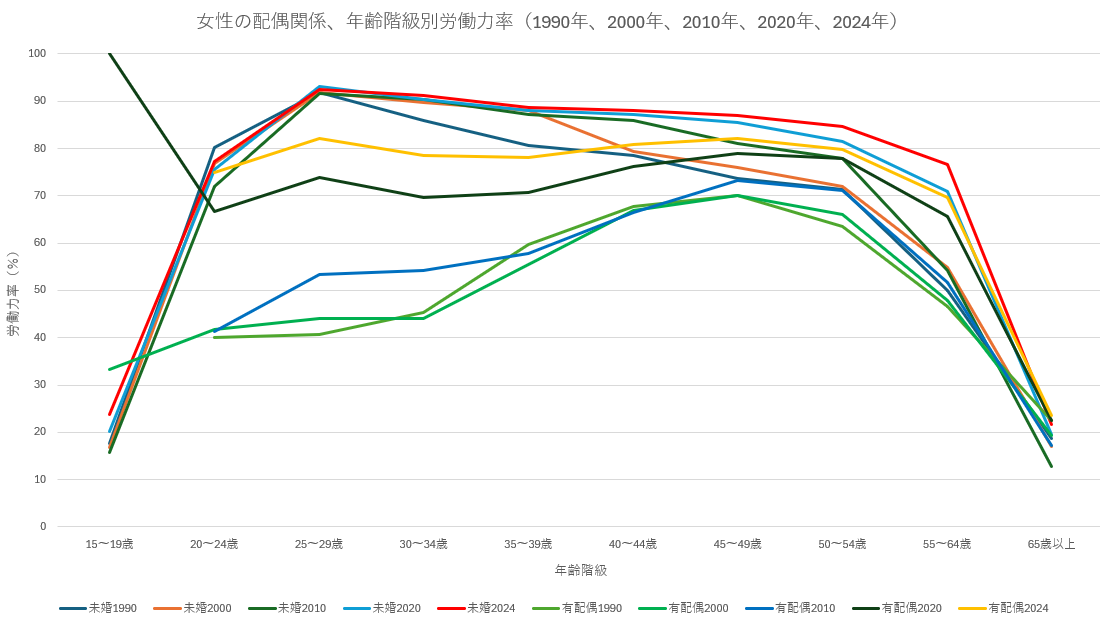
女性の労働力率分布は婚姻有無によって変わる。

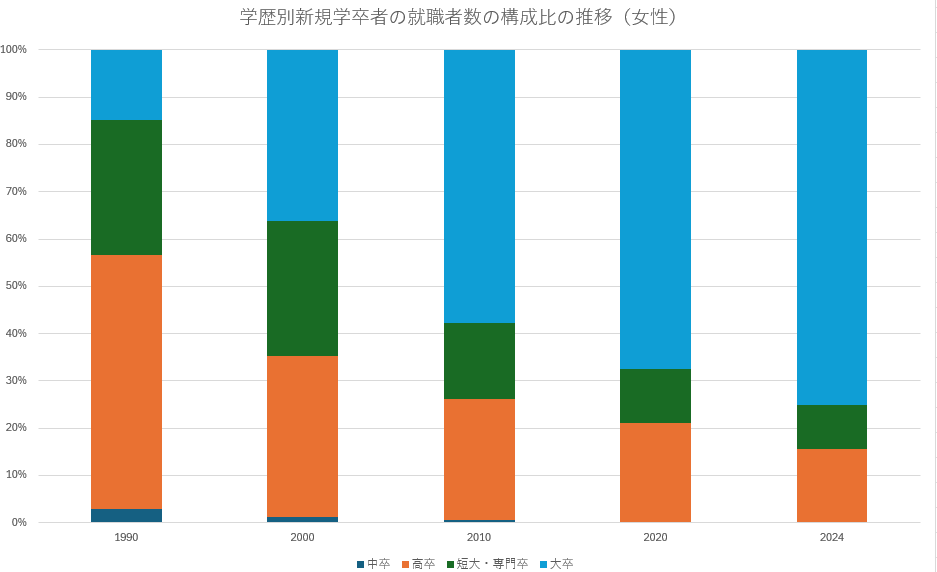
女性新卒就職者は、かつて約3分の1を短大・専門卒で占めていた。しかし、2000年代以降、大卒が最も多い構成比となり、2019年時点で約3分の2が大卒で占められている。

日本においては19世紀末から紡績業、製糸業等の工業化が進み繊維産業が日本経済の要となった。繊維産業は労働者の大多数を占める女工と呼ばれる若年の女性労働者の長時間労働に支えられており、一般に女工の待遇は良くなかった。女工らは2交代、徹夜、最長36時間の過酷な労働に従事させられ、寄宿舎に軟禁された 。出発点となった富岡製糸場では女工と呼ばれる若年の女性労働者の待遇は比較的良好で、高収入であった例もある。
1916年に公布された工場法による規制は守られず、まったく不十分なものであった。大正時代における紡績業では12時間労働と過酷なものであり、そのほか多くの問題があったことは、細井和喜蔵の『女工哀史』（1925年）で広く知られている。工場法改正による労働者保護の強化など、1920年代にはこうした状況を改善する動きがあったが、日本経済が統制色、戦時色を強めるにつれ、忘れられていった。
戦間期には第一次世界大戦中の設備投資や世界経済の好調により、工場以外でも女性の進出が進んだ。1920年には、働く女性の過半が専門職でその多くは既婚であったが、1930年には、未婚の事務職が中心となっていた。
この時代にエレベーターガールやバスガール（バスガイド）など『○○ガール』と呼ばれる職業が登場した。また、女性の社会進出を背景に自立した女性によるモダンガール文化が花開いたが、1929年からの世界恐慌で、自由な気風が失われた。
1943年、連合国との第二次世界大戦の時期には、戦争によって男子の労働力が不足し、社会インフラを補う目的で多数の女性らが工場や鉄道、消防の現場などに男子の代替として投入された。その他に女子挺身隊が組織され女学生も軍需工場に勤労動員された。日本軍では欧米のように後方のパイロットや運転手などにも女性を採用せず、事務職以外は通信員などにとどまった。また終戦後に男性が戻ると代替で入っていた職域には男性らがつき、女性の多くは家庭へ戻り主婦となった。
第二次世界大戦後、労働者の待遇の改善の求めから労働基準法の制定や各規制が成立。その後、男女の不平等な給与待遇差を問題視する声が上がり、1985年には男女雇用機会均等法が制定され、数次の改正がされた。
戦後から1960年代前半までは、賃金労働を継続する未婚女性と、賃金労働から解放された専業主婦とに2分化する傾向があった。1960年代後半に入ると、高度経済成長により、社会全体の高学歴化により製造業で若年労働者が不足し、主婦がパートタイマーとしてその不足を埋めた。
1970年代からは高等教育を受けた女性が増え、事務職などで若い女性の就業率は伸びていった。一方で、30歳代の女性に結婚・育児などを機に離職し、そのまま復帰しない、または、復帰後も職歴を活かす職に就かない・就けない傾向が見られるようになった。その後も、女性の就業人口は伸び続けたが、就業分野は製造業、卸・小売業・飲食店業、サービス業に集中しており、非正規雇用の増加も目立った。
2019年には、働く女性の約56.0%が非正規雇用であり、正規雇用率の高い20代後半でも約32.1%となっている。戦後の日本経済において、主に主婦層からなるパートタイム労働者は好況時に増加し、不況時には減少することで「景気の調整弁」としての役割を持っていた。

2019年の雇用形態別雇用者数の内訳
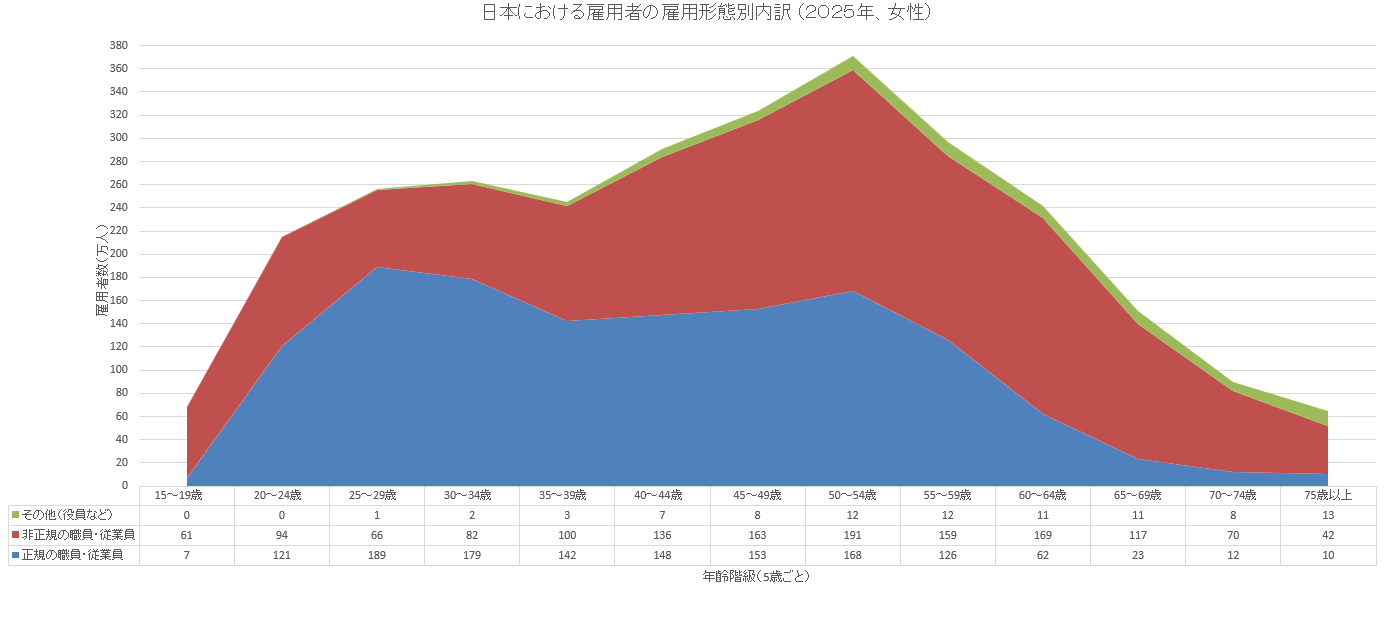
2019年の女性雇用者数の雇用形態別内訳
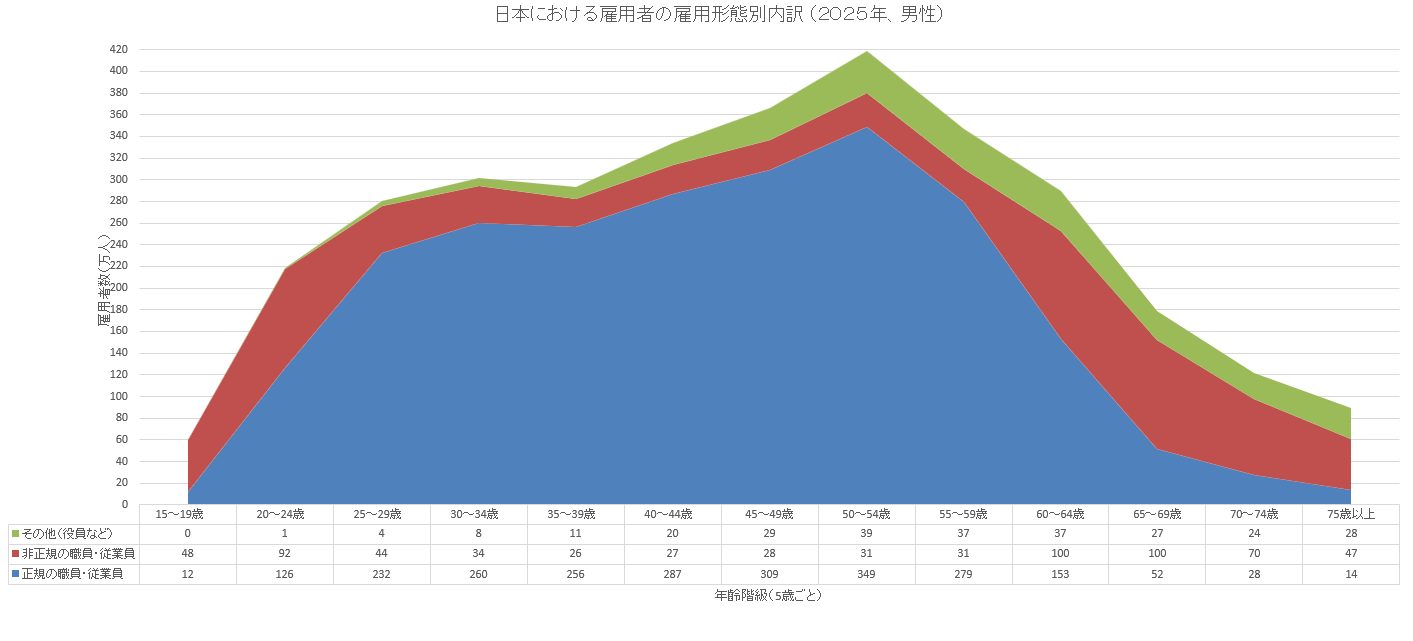
2019年の男性雇用者数の雇用形態別内訳

### 少女の夢
大阪商業大学JGSS研究センターによる調査データJGSS-2006によると、義務教育最終学年時になりたい職業があった女性、そして専門職、管理職を志す女性の割合は1916年生まれ以降、時代が下るにつれて増える傾向にある。
第一生命保険によるなりたい職業の調査では、1990年代から「食べ物屋さん（特にパティシエ）」が女児の一番人気で、他には「保育園・幼稚園の先生（保育士・幼稚園教員）」、「看護師さん」、｢学校の先生（習い事の先生）｣などに人気がある。
前述のようにパティシエは体力的な理由で男性の方が多い。

### 現状
現代では、働く女性が結婚に向けて「結婚活動（婚活）」を行うことが当たり前となっている。これは従来の独身キャリアウーマンが提示してきた働き方を見てきた若い世代が、仕事のみで年老いていく女性の先輩を他山の石として、積極的に家庭を築こうと試みるものである。しかし、生活のために金銭を稼得せねばならず、平日の日中は会社・上司との雇用関係下に置かれて不自由なため、「婚活」を退社後や休日中に行っている（出典：『「婚活」時代』）。
雇用されて働く女性の出産には、これを守る様々な制度・法律がある。「労働基準法」・「男女雇用機会均等法」・「育児・介護休業法」などである。
働く女性は家庭を離れて雇用関係下に置かれるため、子供と共に過ごせる人生の時間が専業主婦と比較して10分の1以下となっている。このため「プライムタイム」と呼ばれる家族と共に過ごす時間を意識的・定期的に作り出すことで、家庭の崩壊を防ぐ試みが行われている。また、男女共同参画局では、「ワークライフバランス」が提唱されている。
また、研究者、医師、弁護士等においては、通称として旧姓を用いる女性が多い。これに関して、選択的夫婦別姓制度を導入することで、女性の社会進出をさらに推進することができるのではないかという主張がある。
男女雇用機会均等法の制定以降も、職業によっては女性が制限されることもあり、自衛官では、陸上自衛隊の特殊武器防護隊で放射線を扱う人員と坑道中隊制限がある（航空自衛隊、海上自衛隊では制限なし）。

## 働く女性に関する作品など
- 『北の三人』（日本軍の航空基地で働く女性通信士を主人公とした映画。1945年）
- 『女工哀史』（ルポルタージュ、細井和喜蔵著、1925年）
- 『あゝ野麦峠 ある製糸工女哀史』（ノンフィクション文学、山本茂実著、1968年）
- 『魔法のプリンセス ミンキーモモ』（TVアニメ、総監督：湯山邦彦、原案・構成：首藤剛志、1982年）
- 『スタンドアップ』 原題：North Country（アメリカ映画、監督：ニキ・カーロ、2005年）女性の炭鉱労働者をめぐる映画